# 第35屆香港電影金像獎
第35屆香港電影金像獎（英語：35th Hong Kong Film Awards）是為表彰表揚2015年度香港傑出電影所頒發的獎項，是在本地和世界各地推廣香港製作的電影，表揚本地電影從業員的成就，促進專業發展和推動電影文化，頒獎典禮訂於2016年4月3日晚上在香港文化中心正式举行，並由倪秉郎擔任宣讀提名名單報幕員，鄭啟泰擔任頒獎典禮現場報幕員。由首次當司儀的劉青雲主持香港電影金像獎，紅地毯司儀則由黃宇詩和區永權主持。本屆金像獎主題為「童聲。同戲」，多位知名童星亦應邀出席頒獎典禮。

## 入圍名單
本届金像獎首輪投票率為63.45%，投票率較去年有所上升。入圍名單記者會於2016年1月29日假在香港文化中心四樓舉行，由區永權主持，導演爾冬陞、第26屆及34屆香港電影金像獎最佳男主角劉青雲、第34屆香港電影金像獎最佳女配角兼最佳新演員王菀之公布入圍名單。

## 獎項統計
：以下不包括「最佳兩岸華語電影」之部分
| 數目 | 電影名稱                                       |
| 獲獎 |                                                |
| 7    | 踏血尋梅                                       |
| 3    | 捉妖記                                         |
| 2    | 智取威虎山、華麗上班族                         |
| 1    | 哪一天我們會飛、殺破狼2、葉問3、十年           |
| 提名 |                                                |
| 13   | 踏血尋梅                                       |
| 11   | 智取威虎山                                     |
| 8    | 葉問3                                          |
| 6    | 華麗上班族、陀地驅魔人                         |
| 5    | 五個小孩的校長、捉妖記、三城記                 |
| 4    | 哪一天我們會飛、太平輪：驚濤摯愛               |
| 3    | 殺破狼2                                        |
| 2    | 我是路人甲、衝鋒車、暗色天堂、念念、赤道、破風 |
| 1    | 失孤、全力扣殺、王家欣、死開啲啦、十年         |

### 金像獎電影
| 電影           | 獎項                                                                           |
| -------------- | ------------------------------------------------------------------------------ |
| 智取威虎山     | 最佳導演、最佳音響效果                                                         |
| 踏血尋梅       | 最佳男主角、最佳女主角、最佳男配角、最佳女配角、最佳新演員、最佳編劇、最佳攝影 |
| 葉問3          | 最佳剪接                                                                       |
| 華麗上班族     | 最佳美術指導、最佳原創電影音樂                                                 |
| 捉妖記         | 最佳新晉導演、最佳服裝造型設計、最佳視覺效果                                   |
| 殺破狼2        | 最佳動作設計                                                                   |
| 哪一天我們會飛 | 最佳原創電影歌曲                                                               |
| 十年           | 最佳電影                                                                       |

## 頒獎及表演嘉賓
以下列個人及團體按出場順序排列：

### 颁奖嘉宾
| 姓名                                           | 角色                                   |
| ---------------------------------------------- | -------------------------------------- |
| 劉德華、何涴瀠、傅舜盈、王詩雅、李詠珊、陳麗兒 | 頒發最佳新演員及新晉導演               |
| 王大陸、蔡瀚億、吳肇軒、王宗堯                 | 頒發最佳攝影及最佳剪接                 |
| 劉青雲                                         | 頒發最佳衣著獎                         |
| 羅家英、田啟文、林雪                           | 頒獎最佳美術指導及最佳服裝造型設計     |
| 施南生                                         | 頒發專業精神獎                         |
| 麥兜、胡巴                                     | 頒發最佳視覺效果                       |
| 林海峰、楊千嬅                                 | 頒發最佳音響效果                       |
| 鮑起靜、任達華                                 | 頒發最佳女配角                         |
| 秦沛、姜大偉                                   | 頒發終身成就獎                         |
| 鄭中基、林敏驄                                 | 頒發最佳原創電影音樂及最佳原創電影歌曲 |
| 陳可辛                                         | 頒發最佳兩岸華語電影                   |
| 王菀之、薛凱琪、宋芸樺                         | 頒發最佳男配角                         |
| 張學友、張家輝                                 | 頒發最佳編劇及最佳動作設計             |
| 電影裏的經典童星                               | 頒發最佳導演                           |
| 劉青雲                                         | 頒發最佳女主角                         |
| 劉嘉玲                                         | 頒發最佳男主角                         |
| 爾冬陞                                         | 頒發最佳電影                           |

### 表演嘉宾
| 姓名            | 角色   | 表演                                       |
| --------------- | ------ | ------------------------------------------ |
| 林二汶、A仔聯盟 | 表演者 | 《電影院禮儀》                             |
| 黃又南          | 表演者 | 《王家欣》主题曲《給王家欣》               |
| 丁可            | 表演者 | 《踏血尋梅》主題曲《漆黑的海上》           |
| 林二汶          | 表演者 | 《念念》主題曲《念念》                     |
| 黃劍文          | 表演者 | 《太平輪 : 驚濤摯愛》主題曲《穿越漩渦》    |
| 黃淑蔓          | 表演者 | 《哪一天我們會飛》主題曲《差一點我們會飛》 |
| 林敏驄、鄭中基  | 表演者 | 《一個黑色魔術女人》                       |
| 黃家正          | 表演者 | 鋼琴演奏                                   |

### 候選最佳電影介紹
| 介紹者 | 介紹電影           |
| ------ | ------------------ |
| 蔡潔   | 《踏血尋梅》       |
| 衛詩雅 | 《葉問3》          |
| 張建聲 | 《智取威虎山》     |
| 湯加文 | 《五個小孩的校長》 |
| 游學修 | 《十年》           |

## 緬懷
本屆的緬懷環節由黃家正演奏歌曲，下列辭世的電影工作者出現在短片中。
- 尤奇（司徒慶）（編劇、演員、副導演、場記）
- 黃希雲（黃熙雲）（策劃、製片、場記、劇務、演員）
- 蕭南（剪接師）
- 譚仲霞（譚仲夏）（導演）
- 劉冠雄（劉國光）（演員）
- 成威茂（木工）
- 孫季卿（孫國樑）（演員）
- 韓春（斬崩刀）（武術指導、動作導演、演員）
- 嚴國寶（製片）
- 鄒少官（鄒顥）（演員）
- 曾敬超（策劃）
- 陳清鏡（道具）
- 田浩文（配樂師）
- 張笑香（總務）
- 林春運（電工、燈光師）
- 黎繼明（導演）
- 杜惠東（宣傳）
- 麥清（歌手）
- 賴建國（演員）
- 張雪英（演員）
- 蔣桂林（演員）
- 林靜（演員）
- 梅施麗（Michelle Williams）（舞蹈編排、演員）
- 鄺佐輝（演員）
- 王敏明（演員）
- 劉一帆（胡國柱）（演員）
- 于楓（盧桂香）（演員）
- 王玨（王春陽）（監製、演員）
- 柯俊雄（柯俊良）（導演、演員）
- 馮克安（演員、導演、武術指導）
- 盧大偉（盧永福）（演員）
- 田豐（田毓錕）（演員、導演）
- 林家聲（林曼純）（演員）
- 紫羅蓮（鄒潔蓮）（出品人、導演、編劇、監製、演員）

## 特別安排
香港電影金像獎頒獎典禮今年踏入第35周年，而香港電影工業發展至今逾100年依然人才輩出、佳作湧現。大會以「童聲·同戲」為本屆金像獎主題，以一鼓年青姿態展現香港電影工業的創新、成熟、與時並進的實力，為2015年年度表現優秀的電影工作者及電影作品加以表彰表揚。
過去香港電影工業亦孕育了許多讓人難忘的經典童星，為配合本屆主題「童聲·同戲」的設計，大會邀請了多位知名的經典童星出席當晚頒獎典禮，包括馮寶寶、秦沛、阮兆輝、姜大偉、杜國威、黎小田、石修、小彬彬、王嘉明、張繼聰、關佩琳、黃美琪、原島大地、鍾紹圖、蔡志強、陳麗兒、李詠珊、王詩雅、傅舜盈和何涴瀠，望能帶給大家一個驚喜。最終經典童星在登場後為最佳導演作頒獎嘉賓。
另外在本屆起只要提名片段中有對白均會配上字幕。

## 媒體播放
由於亞洲電視免費電視牌照於2016年4月2日起不獲續期，而新免費電視台香港電視娛樂於2016年4月6日才正式啟播，無綫電視沒有對手競爭之下，繼續奪得本屆香港電影金像獎香港區免費電視的播映權。
- 電視台：無綫電視翡翠台、無綫電視J2*、無綫娱樂新聞台*、衛視電影台
- 電台：香港電台第二台

*表示只提供紅地氈盛況直播。
其他地區包括澳門、馬來西亞、汶萊、新加坡、美國、加拿大、澳洲、紐西蘭的觀衆亦可以透過電視及網上平臺觀賞本次盛事。另外，TFI Digital Media Limited為本屆香港電影金像獎頒獎典禮的大會指定環球網上直播及視頻點播合作伙伴，海外地區觀衆可透過「開眼界」直播平臺於電腦、智能手機及平板電腦免費收看，點播指定播放地區包括：日本、韓國、台灣、泰國、英國、法國、德國、俄羅斯、荷蘭、比利時、盧森堡、阿根廷、玻利維亞、巴西，智利、哥倫比亞、厄瓜多爾、巴拉圭、秘魯、烏拉圭和委內瑞拉。

## 事件
《十年》因內容涉及香港人權、民主、言論自由受威脅的現況，电影中五个短片，预示了香港未来十年会发生的情况，被誉为是香港未来的「預言書」。北京政府全面封殺此片，下令中國大陸各大網路平台禁止直播、轉播金馬獎及香港電影金像獎實況，令至少千萬觀眾无法收看第35屆香港電影金像獎頒獎典禮。
中共官方媒体《环球时报》2016年1月22日的社评称电影《十年》，“在内地人看来，这部片子是完全荒诞的，它所描绘的场景十年后不可能在香港出现”。

## 外部連結
- 第35屆香港電影金像獎提名及得獎名單 （页面存档备份，存于）（繁體中文）